# SN 2010de
SN 2010de – supernowa odkryta 10 kwietnia 2010 roku w galaktyce A161229-0044. W momencie odkrycia miała maksymalną jasność 17,40m.